# Суаниу, Илоаи
Илоаи Суаниу (англ. Iloai Suaniu, род. 26 сентября 1978) — самоанская легкоатлетка, выступавшая в метании копья. Участница летних Олимпийских игр 1996 года. Первая женщина, представлявшая Самоа на Олимпиаде.

## Биография
Илоаи Суаниу родилась 26 сентября 1978 года.
В 1996 году вошла в состав сборной Западного Самоа на летних Олимпийских играх в Атланте. В квалификации метания копья заняла последнее, 32-е место, показав результат 38,08 метра и уступив 24,24 метра худшей из попавших в финал Наталье Шиколенко из Белоруссии.
Суаниу стала первой женщиной, представлявшей Самоа на Олимпиаде.
В 1998 году завоевала серебряную медаль на чемпионате Новой Зеландии в Уонгануи с результатом 42,34, а также серебро на чемпионате Новой Зеландии среди юниорок до 20 лет (44,01) и бронзу на чемпионате Австралии среди юниорок до 20 лет (43,84).
В том же году выступала на Играх Содружества в Куала-Лумпуре. Заняла в метании копья 6-е место (43,51).

## Личный рекорд
- Метание копья — 47,28 (1997)[2]